# Lokgwabe
Lokgwabe is een dorp in het district Kgalagadi in Botswana. De plaats telt 1417 inwoners (2011).